# Столярчук Юрій Васильович
Юрій Васильович Столярчук (8 вересня 1962, м. Тетіїв, Україна — 26 лютого 2023 року) — державний радник юстиції 3 класу, заступник Генерального прокурора України з 1 квітня 2015 року по 7 листопада 2019 року.

## Освіта
Після закінчення у 1979 році Тетіївської середньої школи працював робітником Тетіївського побуткомбінату, інспектором Тетіївської інспекції Держстраху.
У 1981 році вступив до Харківського юридичного інституту імені Ф. Е. Дзержинського, який закінчив у 1985 році.

## Кар'єра
- У 1987 р. — розпочав трудову діяльність в органах прокуратури помічником прокурора Радянського району м. Києва.
- З листопада 1987 р. по серпень 1992 р. — слідчий прокуратури Радянського району м. Києва.
- З серпня 1992 р. по листопад 1993 р. — старший слідчий прокуратури Радянського району м. Києва.
- З листопада 1993 р. по липень 1994 р. — заступник прокурора Київської прокуратури по нагляду за додержанням законів на підприємствах оборонної промисловості.
- З липня 1994 р. по лютий 1996 р. — заступник Київського міжобласного спецпрокурора.
- З лютого 1996 р. по лютий 1998 р. — начальник слідчого відділу прокуратури м. Києва.
- З лютого по серпень 1998 р. — заступник прокурора м. Києва — начальник слідчого управління.
- З серпня по грудень 1998 р. — заступник начальника управління — начальник відділу нагляду за додержанням законів при проведенні слідства органами прокуратури прокуратури м. Києва.
- З грудня 1998 року по січень 1999 р. — в.о. заступника начальника відділу нагляду за додержанням законів при провадженні слідства органами прокуратури прокуратури м. Києва.
- З січня по червень 1999 р. — прокурор відділу нагляду за додержанням законів органами внутрішніх справ і податкової міліції при провадженні оперативно-розшукової діяльності, дізнання та досудового слідства прокуратури м. Києва.
- З червня 1999 р. по червень 2001 р. — прокурор відділу нагляду за додержанням законів спеціальними підрозділами по боротьбі з організованою злочинністю прокуратури м. Києва.
- З червня 2001 р. по липень 2002 р. — прокурор відділу нагляду за виконанням законів спецпідрозділами та іншими державними органами, які ведуть боротьбу з організованою злочинністю і корупцією управління нагляду за законністю оперативно-розшукової діяльності, дізнання та досудового слідства прокуратури м. Києва.
- З липня 2002 р. по лютий 2004 р. — заступник начальника управління з розслідування особливо важливих справ головного слідчого управління Генеральної прокуратури України.
- У лютому 2004 р. — звільнився з органів прокуратури за власним бажанням у зв'язку з виходом на пенсію за вислугу років.
- У липні 2014 р. — заступник начальника Головного управління нагляду у кримінальному провадженні Генеральної прокуратури України. Призначений за наказом Генерального прокурора України.
- У лютому 2015 р. — перший заступник начальника Головного слідчого управління Генеральної прокуратури України.
- З 1 квітня 2015 р. — заступник Генерального прокурора України (наказ Генерального прокурора України від 31 березня 2015 року № 525 ц).

Затверджено членом колегії Генеральної прокуратури України.

## Справа Гонгадзе[1]
Юрій Столярчук розкрив вбивство журналіста Георгія Гонгадзе. Він був слідчим у справі та керував групою під час затримання генерала Пукача, який зізнався у вбивстві журналіста. Саме у кабінеті Столярчука було затримано Пукача. Це сталося в жовтні 2003-го. Тоді Пукачу інкримінували знищення документів служби зовнішнього спостереження, яка стежила за Гонгадзе.
Адвокат дружини загиблого Мирослави Гонгадзе Валентина Теличенко розповіла про Столярчука: «На допиті в суді один зі свідків, допитаний багато разів, заявив, що слідчий Юрій Столярчук був перший, хто не ставив за мету зібрати негатив про Георгія Гонгадзе, а цікавився фактичними обставинами; перший, хто не був упередженим».

## Боротьба з контрафактом
1 березня 2016 року за участі Департаменту з розслідування та нагляду у кримінальних провадженнях у сферах державної служби та власності Генеральної прокуратури України, керівництво яким здійснює Юрій Столярчук, було затримано одну з найбільших партій контрафактних сигарет на суму понад 4 млн грн, виготовлених в так званій «ДНР».
Під час проведення невідкладних слідчих заходів затримано автомобіль марки «УРАЛ» з напівпричепом, який рухався до столиці, під керуванням і супроводом працівників полку патрульної служби поліції особливого призначення «Київ» ГУ НП в м. Києві, в якому виявлено та вилучено підакцизні товари — сигарети в кількості близько 400 тис. пачок на суму понад 4 млн грн.. За даним фактом відкрито кримінальне провадження за ст. 204 КК України (незаконне зберігання і транспортування з метою збуту підакцизних товарів).

## Боротьба з Незаконним обігом зброї
Департаментом з розслідування та нагляду у кримінальних провадженнях у сферах державної служби та власності ГПУ, керівництво яким здійснює Юрій Столярчук, за підтримки Головної військової прокуратури України, 25 лютого 2016 проведено спецоперацію з метою вилучення незаконно утримуваної зброї та боєприпасів в зоні проведення АТО.
В результаті було вилучено один з найбільших арсеналів важкого озброєння за останні роки: 65 кг тротилу, патрони 14,5 — 112 цинкових ящиків, 196 ящиків, 3610 шт; патрони 12,7- 64 ящики; патрони 7,62 х 54 — 19 ящиків, 1464 шт; патрони 30 мм 670 шт, 27 ящиків; ПТУР 7 шт, пускова установка; протитанкові міни ТМ62 м — 29 шт; протипіхотні міни МОН50 — 6 шт; ВОГ 17 м — 480 шт; протитанкові міни КЗОЗ — 14 шт, ОЗМ 72 — 6 шт; кумулятивний пристрій к35 — 4 шт; 20 кг пластиду; постріли до рпг 7 — 98 шт.

## Арешт голови Апеляційного суду м. Києва
Головним слідчим управлінням Генеральної прокуратури України під загальним керівництвом заступника Генерального прокурора Юрія Столярчука була реалізована безпрецедентна операції по проведенню обшуків та повідомлення про підозру голові Апеляційного суду м. Києва А. Чернушенку у вчиненні тяжких кримінальних правопорушень, передбачених ч. 2 ст. 376-1 (незаконне втручання в роботу автоматизованої системи документообігу суду) та ч. 2 ст. 375 (постановлення суддею завідомо неправосудних судових рішень) КК України.
За результатами обшуку приміщень Апеляційного суду м. Києва було вилучено гроші, сервери і комп'ютерне обладнання, на якому знаходиться база автоматизованої системи документообігу суду, а також встановлені систематичні факти незаконного втручання в автоматизовані системи суду з боку службових осіб Апеляційного суду м. Києва, у тому числі суддів.
30 червня 2015 року ВР надала згоду на затримання та арешт судді Апеляційного суду міста Києва А. Чернушенка за поданням Генерального прокурора України, підтриманим та внесеним Головою Верховного Суду України. За прийняття відповідних рішень проголосувало 276 і 273 народні депутати.

## Особисте життя
Одружений. Має двох дітей.

## Нагороди та стягнення
- За сумлінну службу в органах прокуратури неодноразово заохочувався Генеральним прокурором України.
- З нагоди Дня Соборності України отримав державну нагороду «Заслужений юрист України» (указ Президента України № 18/2016).
- Має звання почесного працівника прокуратури України.

22 листопада 2017 року Кваліфікаційно-дисциплінарна комісія прокурорів притягнула Ю.Столярчука до дисциплінарної відповідальності та оголосила йому догану, встановивши, що заступник Генерального прокурора Ю.Столярчук перевищив надані законом повноваження, протиправно закрив кримінальне провадження та незаконно втручався в діяльність прокурорів та слідчих.